# 道尔顿 (单位)
道尔顿（dalton，Da）是一个非国际单位制的质量单位，用于计量微小质量，其定义为非束缚且静止的碳-12中性原子，处于核基态和电子基态下质量的1/12。
1Da 称为原子质量常量（atomic mass constant，mu），因此为具有量纲的常量
 mu = 1/12 m (12C) = 1 Da（约1.661×10-27 kg）。
道尔顿原称原子质量单位（atomic mass unit，amu）、统一原子质量单位（unified atomic mass unit，u），IUPAC于1993年提出以较短的名称“道尔顿”取代“统一原子质量单位”，IUPAP于2005年认可了道尔顿这个名称。
道爾頓常用于生物化学及分子生物学。

## 數值與換算
1Da = {\displaystyle 1\ {\rm {u}}={\frac {M_{\rm {u}}}{N_{\rm {A}}}}=1.660\,539\,040(20)\times 10^{-27}}kg 其中{\displaystyle M_{u}}為摩爾質量常數（即國際單位制下的1g/mol）。
1Da 或 1u 的CODATA推薦值為：
1 Da = 1 u = 1.660 540 2(10)×10-27 kg（CODATA1986）
1 Da = 1 u = 1.660 538 73(13)×10-27 kg（CODATA1998）
1 Da = 1 u = 1.660 538 86(29)×10-27 kg（CODATA2002）
1 Da = 1 u = 1.660 538 782(83)×10-27 kg（CODATA2006）
1 Da = 1 u = 1.660 538 921(73)×10-27 kg（CODATA2010）
1 Da = 1 u = 1.660 539 040(20)×10-27 kg（CODATA2014）
括弧中的數字代表末位準確度。
符号 “amu” 一般出现在较老的文献中。在书写原子量的时候经常不写任何单位，而将原子质量单位，或道尔顿，作为默认的单位。在生物化学和分子生物学文献中（特别是描述蛋白质的时候），则使用道爾頓（Da）这个名词。由于蛋白是大分子，他们通常有上千道爾頓的分子量，这时候使用 kDa（千道爾頓）作为单位。
目前分子质量单位也用道尔顿，其不是国际单位制（SI）单位，但是却是SI允许使用的非国际单位制单位。
根據定義，{\displaystyle m(}{\displaystyle {\ce {^12C}}}{\displaystyle )=12}u{\displaystyle =12}Da

## 历史
约翰·道尔顿最早建议使用一个氢原子的质量来作为原子量的单位。质谱仪的发明人弗朗西斯·阿斯顿后来使用一个氧16原子质量的{\displaystyle {\frac {1}{16}}}作为单位。
在1961年之前，「物理原子质量单位」被定义为一个氧16原子质量的{\displaystyle {\frac {1}{16}}}，而「化学原子质量单位」则被定义为一个氧原子（计算了不同的氧同位素豐度）质量的{\displaystyle {\frac {1}{16}}}。这两个单位都比现在使用的统一原子质量单位小一些。现在所用的统一原子质量单位是由1960年由国际纯粹与应用物理学联合会（IUPAP）发布，在1961年國際純粹與應用化學聯合會（IUPAC）上所被采纳的。